# Albert Thierfelder (Mediziner)
Ferdinand Albert Thierfelder (* 26. Dezember 1842 in Meißen; † 22. Januar 1908 in Rostock) war ein deutscher Pathologe und Universitätsprofessor.

## Leben und Wirken
Albert Thierfelder wurde als Sohn des Meißner Stadtphysikus Johann Gottlieb Thierfelder (1799–1867) geboren. Seine älteren Brüder waren der Geheime Obermedizinalrat Theodor Thierfelder (1824–1904) und der Medizinalrat Felix Thierfelder (1826–1891).
Nach einem Medizinstudium an der Universität Leipzig wurde er 1870 zum Doktor der Medizin promoviert. Bereits ab 1869 arbeitete er als Assistent an der Poliklinik und dann ab 1870 als Assistent am Pathologischen Instituts in Leipzig. 1876 wurde er in Leipzig zum Professor ernannt und noch im gleichen Jahr als ordentlicher Professor der pathologischen Anatomie an das Pathologische Institut in Rostock berufen, dessen Direktion er später übernahm. 1883/84 war Thierfelder Rektor der Rostocker Universität. Der 1905 mit dem Titel Geheimer Medizinalrat geehrte Thierfelder bekleidete das Direktorenamt bis zu seinem Tod im Jahre 1908.
Thierfelder war zweimal verheiratet; in erster Ehe mit Mathilde, geb. Schulze (1845–1885) und in zweiter Ehe mit Marie, geb. Lesser (1849–1938). Den beiden Ehen entstammten neun Kinder, von denen mehrere bereits im Kindesalter verstarben. Sein Sohn Max (Ulrich) Thierfelder (1885–1957) wurde ebenfalls Mediziner.
Einer seiner bekanntesten Mitarbeiter und Kollegen in Rostock war der Pathologe Otto Lubarsch (1860–1933).

## Veröffentlichungen
Thierfelders publizistisches Hauptwerk war der Atlas der Pathologischen Histologie, den er zwischen 1872 und 1881 in sieben Teilbänden herausgegeben hat.

## Trivia
Gelegentlich wird (Ferdinand) Albert Thierfelder auch mit seinem Namensvetter, dem Musiker Albert Thierfelder (1846–1924), ebenfalls Universitätsprofessor in Rostock sowie Universitätsmusikdirektor, verwechselt. Beide wirkten zeitweise gleichzeitig an der Universität Rostock; ihrer beider Amtszeit deckt sich außerdem streckenweise mit der von Ferdinand Alberts älterem Bruder Theodor Thierfelder.